# Arlington House, The Robert E. Lee Memorial
Arlington House detta anche The Robert E. Lee Memorial, già nota come Custis-Lee Mansion, è una magione di stile neogreco che sorge presso Arlington, Virginia, Stati Uniti e che un tempo era la residenza principale del generale confederato Robert E. Lee. Essa si trova presso il fiume Potomac ed il National Mall a Washington.
Durante la guerra civile americana, il terreno attorno alla casa venne prescelto come luogo per l'Arlington National Cemetery, in parte per assicurarsi che Lee non fosse mai in grado di rientrare in possesso della sua abitazione, che divenne un National Memorial. 
Sebbene l'United States Department of the Army controlli l'Arlington National Cemetery, è il National Park Service, un componente dell'United States Department of the Interior, ad amministrare Arlington House.

## Costruzione e primi anni di storia

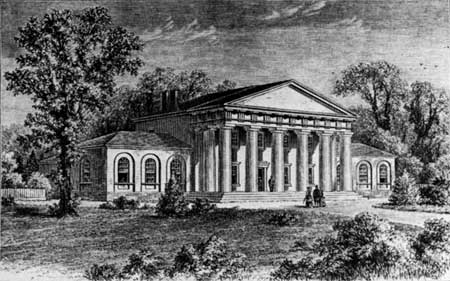
Arlington House in uno schizzo precedente al 1861, pubblicato nel 1875

La magione venne costruita per ordine di George Washington Parke Custis, nipote acquisito e figlio adottivo di George Washington ed unico nipote di Martha Custis Washington. Custis divenne uno dei personaggi più illustri della contea di Alexandria (come era chiamata all'epoca l'area).
Arlington House venne costruita nel punto più alto della tenuta di 445 ettari in cui era inserita dal padre di Custis, John Parke Custis, il quale aveva acquistato il terreno nel 1778 e l'aveva denominato "Mount Washington" ("Jacky" Custis morì nel 1781 durante la battaglia di Yorktown dopo la resa degli inglesi). Il giovane Custis decise quindi di costruire qui la sua residenza nel 1802 dopo la morte di Martha Washington e tre anni dopo la morte di George Washington. Dopo aver acquisito la proprietà, Custis la rinominò "Arlington" dalla sede locale della famiglia Custis in Virginia.
Quasi subito dopo Custis iniziò la costruzione di Arlington House su questi terreni. Chiamò a lavorarvi George Hadfield come architetto, il quale costruì uno dei primi esempi di stile neogreco in America. Custis aveva inteso la realizzazione della casa come un vero e proprio memoriale alla figura di George Washington e luogo dove porre la sua collezione personale di oggetti appartenuti a Washington stesso. Il disegno includeva non a caso elementi simili a quelli dell'abitazione di George Washington a Mount Vernon.
La costruzione fisicamente ebbe inizio undici anni dopo quando L'Enfant's Plan per la futura "Città Federale" (poi chiamata "Washington City", e quindi Washington D.C.) aveva definito un'area presso il fiume Potomac a "casa del presidente" (poi "Executive Mansion", oggi Casa Bianca) e la "Congress House" (oggi Campidoglio). Custis collocò la costruzione su una collina, di fronte alla città di Washington, sul lato opposto del fiume. Utilizzando il lavoro gratuito degli schiavi e materiali sul sito, la costruzione proseguì a tappe serrate e si interruppe solo a causa della guerra del 1812 (per la mancanza di materiali, dal momento che gli inglesi avevano bruciato la capitale statunitense). Custis riuscì infine a completare l'esterno del complesso nel 1818.
Le ali nord e sud erano già state completate nel 1804. La parte centrale con il portico di 43 metri venne terminata 13 anni dopo. La casa disponeva di due cucine, una estive e una invernale. Il portico è contraddistinto da 8 massicce colonne di 1,5 metri di diametro.
Tra gli ospiti illustri che ebbero modo di visitare la casa citiamo Gilbert du Motier, marchese di Lafayette, che la visitò nel 1824 (vedi: Visita del marchese di Lafayette negli Stati Uniti). Ad Arlington, Custis sperimentò i suoi nuovi metodi di allevamento e agricoltura. La proprietà includeva anche Arlington Spring, un terreno da picnic sulle rive del Potomac che Custis originariamente costruì per uso privato am che poi venne aperto al pubblico.
Custis sposò Mary Lee Fitzhugh. Il loro unico figlio a sopravvivere all'età adulta fu Mary Anna Randolph Custis. Robert E. Lee, la cui madre era cugina di Mrs. Custis, fece visita molte volte ad Arlington e crebbe con Mary Anna. Due anni dopo essersi diplomato all'accademia di West Point, il tenente Lee sposò Mary Anna Custis ad Arlington il 30 giugno 1831. Per trent'anni Arlington House fu la casa dei Lee. La coppia passò gran parte della sua vita a visitare i vari avamposti dell'esercito statunitense per i compiti di Lee, tornando non appena possibile ad Arlington, dove del resto nacquero sei dei sette figli della coppia. I Lee condivisero l'abitazione coi genitori di Mary. Dopo la loro morte, i genitori di Mary vennero sepolti non lontano dalla casa, nell'area oggi occupata dall'Arlington National Cemetery.

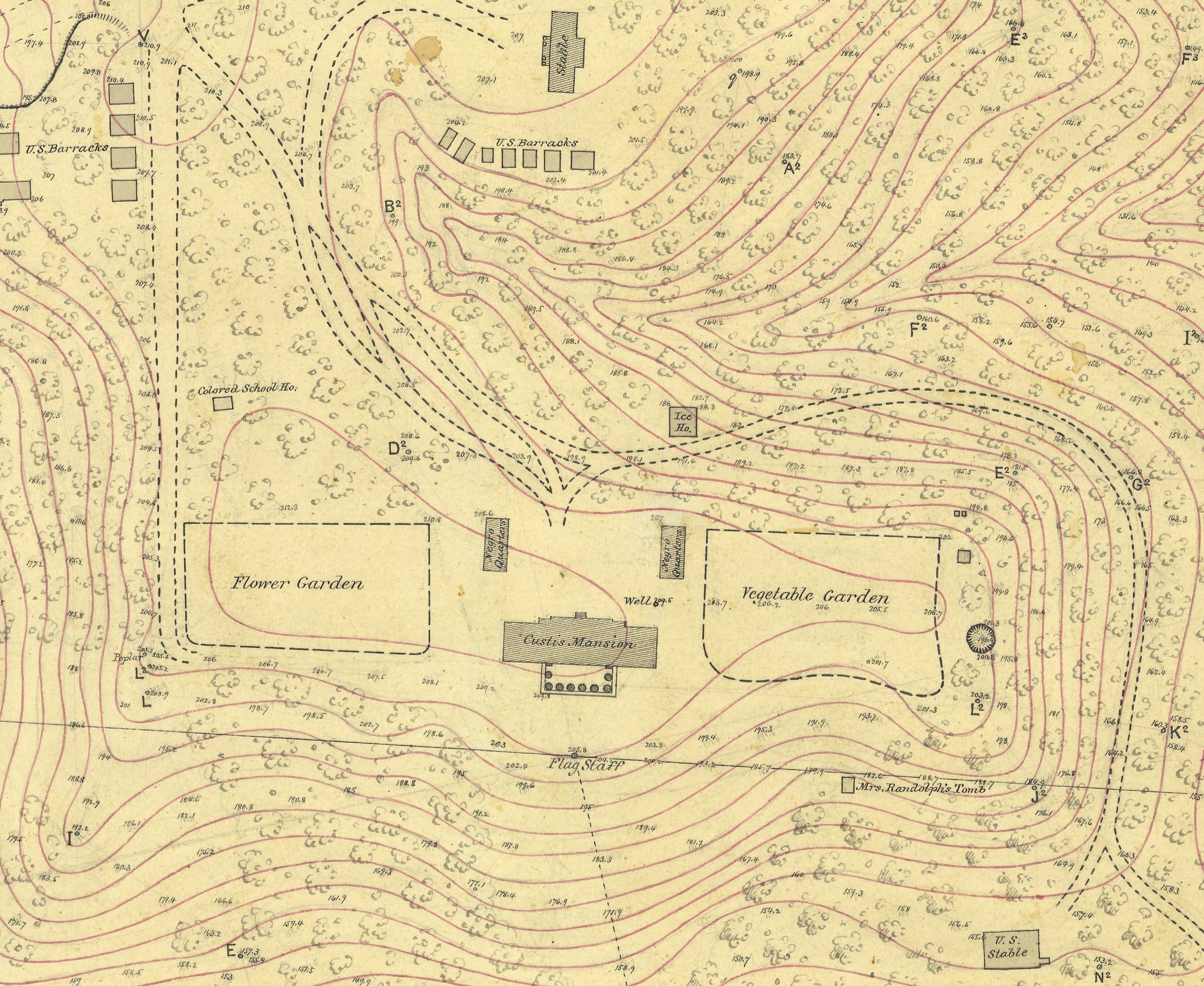
Mappa della Custis Mansion e dei giardini circostanti nel 1864

I Custis svilupparono molto Arlington. Gran parte delle terre ad est della casa divennero un grandioso parco all'inglese, mentre a sud della casa venne costruito un piccolo giardino fiorito. Ad ovest di Arlington House, si trovavano già in precedenza delle piante locali nell'area che i Custis chiamarono "the Grove." Qui si trovavano molte querce all'interno delle quali si trovava un piccolo giardino fiorito curato personalmente dalle figlie dei Custis che sopravvisse almeno sino al 1853.
Alla morte di George Washington Parke Custis nel 1857, egli lasciò la residenza di Arlington a Mary Custis Lee a vita e quindi al primogenito dei Lee, George Washington Custis Lee. La casa aveva bisogno di alcune sistemazioni e di una sostanziale riorganizzazione e Robert E. Lee, esecutore del testamento di Custis, si prese tre anni di congedo dall'esercito per iniziare le necessarie migliorie agricole e finanziarie.

## La guerra civile americana

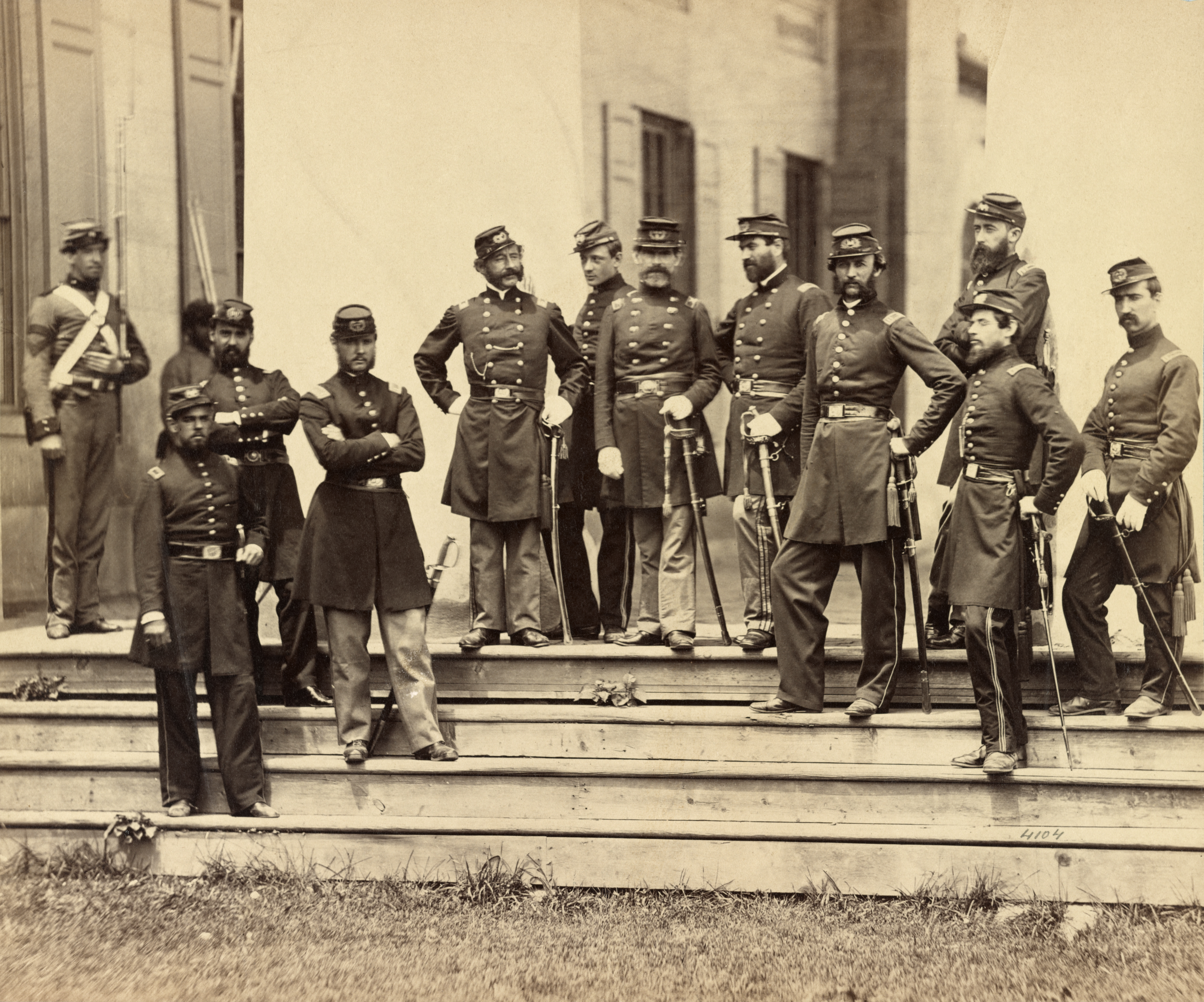
Gli ufficiali dell'8th New York State Militia ad Arlington House, giugno del 1861

Nell'aprile del 1861, la Virginia si staccò dagli Stati Uniti. Robert E. Lee diede le sue dimissioni dall'esercito statunitense il 20 aprile 1861 e decise di aderire all'esercito degli stati confederati. Con Arlington House proprio in posizione dominante sulla capitale, il governo degli Stati Uniti decise di occupare la casa come posizione militare. Tutt'altro che intenzionata ad abbandonare Arlington House, Mary Lee sapeva che la sua casa avrebbe finito per essere occupata dai soldati dell'esercito federale dal momento che era stata prontamente avvisata dal suo giovane cugino, William Orton Williams, aiutante di campo del generale Winfield Scott. L'esercito dell'Unione occupò Arlington senza opposizione dal 24 maggio successivo.
Nel giugno del 1862, il 37º Congresso degli Stati Uniti passò una legge che impose una tassa di proprietà a tutte le terre degli "insurrezionisti" negli Stati Uniti. Ulteriori emendamenti del 1863 richiesero inoltre che tali tasse fossero pagate di persona. Ma Mary Lee, afflitta da una tremenda artrite reumatoide e rifugiatasi tra le linee dei confederati, era impossibilitata a versare personalmente la quota richiesta dal governo. La residenza di Arlington venne quindi requisita per mancato pagamento delle tasse richieste. Venne venduta all'asta l'11 gennaio 1864 ed il governo statunitense si aggiudicò la proprietà per la somma di 26.800 dollari (428.450 dollari del 2017)
Durante la guerra, le truppe dell'esercito unionista tagliarono molti degli alberi della residenza di Arlington, in particolare quelli a nord e ad est della tenuta e nei pressi di Fort Whipple (a nord della casa) e di Arlington Springs (presso il fiume Potomac). Ad ogni modo, molti alberi riuscirono a sopravvivere, in particolare quelli nell'area di foresta (oggi nota come Arlington Woods) ad ovest della casa.

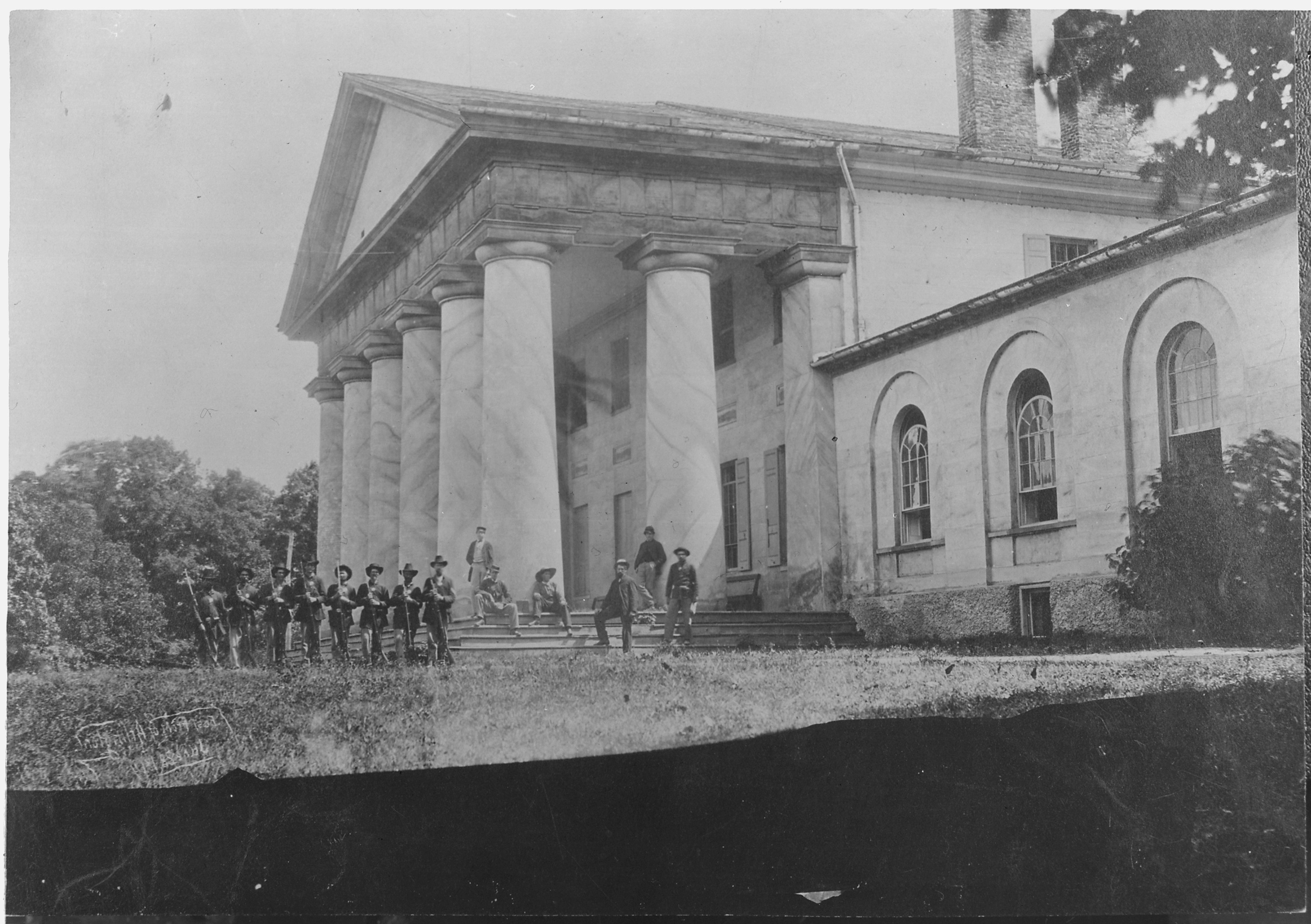
Il fronte est di Arlington House coi soldati unionisti (1864)

Dall'inizio del 1864, i cimiteri militari di Washington, D.C. e Alexandria (Virginia), si riempirono rapidamente a causa dei morti della guerra. Il quartiermastro generale dell'esercito statunitense, Montgomery C. Meigs, propose quindi di utilizzare 81 ettari del terreno del parco di Arlington House per accogliervi un cimitero. Il segretario di stato per la guerra, Edwin M. Stanton, approvò tale decisione il 15 giugno 1864, creando l'Arlington National Cemetery. Meigs credeva fermamente che Lee avesse commesso un vero e proprio tradimento nei confronti della nazione statunitense decidendo di combattere contro l'Unione. e credeva che pertanto negando a Lee l'uso di casa sua fosse un modo per rendere giustizia allo stato. Meigs decise che un gran numero di sepolture dovessero essere fatte proprio nei pressi dell'abitazione, così da renderla invivibile come abitazione. Gli ufficiali vennero sepolti poco più a sud della casa, nel giardino privato della famiglia, ed i primi lavori iniziarono già il 17 maggio del 1864. Meigs ordinò inoltre ulteriori sepolture a metà di giugno di quello stesso anno. Quando gli ufficiali unionisti decisero di bivaccare presso la villa, le sepolture si bloccarono temporaneamente, per poi riprendere un mese dopo con altre 44 sepolture di ufficiali.
Nel settembre del 1866, venne costruita una cripta contenente i resti di 2111 soldati unionisti e confederati morti nella Prima battaglia di Bull Run, nella Seconda battaglia di Bull Run e lungo il fiume Rappahannock, nel sito a sudest della casa noto come "the Grove", sito oggi noto come Civil War Unknowns Monument.

## Dopo la guerra civile
Robert E. Lee, anche dopo la fine della guerra, non fece mai visita ad Arlington e non cercò mai di riscattarla dal governo. Mary Lee morì nel 1873, portandosi a visitare la casa una volta sola, alcuni mesi prima della sua morte. Giunta di fronte alla villa, ad ogni modo, si rifiutò di entrarvi e si fece portare via poco dopo.
Nell'aprile del 1874, il figlio primogenito del generale Lee, George Washington Custis Lee, fece causa al governo degli Stati Uniti per riottenere la sua proprietà. Custis Lee raggiunse il grado di maggiore generale durante la guerra civile e venne catturato dagli unionisti durante la battaglia di Sailor's Creek (Virginia) il 6 aprile 1865. La giuria che lo giudicò in seguito, ad ogni modo, si dimostrò favorevole a Custis Lee. Nel 1882, la Corte Suprema degli Stati Uniti deliberò in favore di Lee con la United States v. Lee, 106 U. S. 196. La corte, con una maggioranza di 5 voti favorevoli contro 4 contrari, trovò che la residenza era stata "illegalmente confiscata" nel 1864 ed ordinò che essa fosse restituita ai legittimi proprietari. Ma Lee era però ormai molto meno interessato ad ottenere la casa (ormai convertita in cimitero e monumento nazionale), quanto piuttosto a vedersi riconosciuto il corrispettivo del valore in dollari. Dopo diversi mesi di difficili negoziati, Lee ed il governo federale stabilirono un prezzo di 150.000 dollari (3.939.643 dollari del 2017) che venne corrisposta a Lee l'anno successivo.

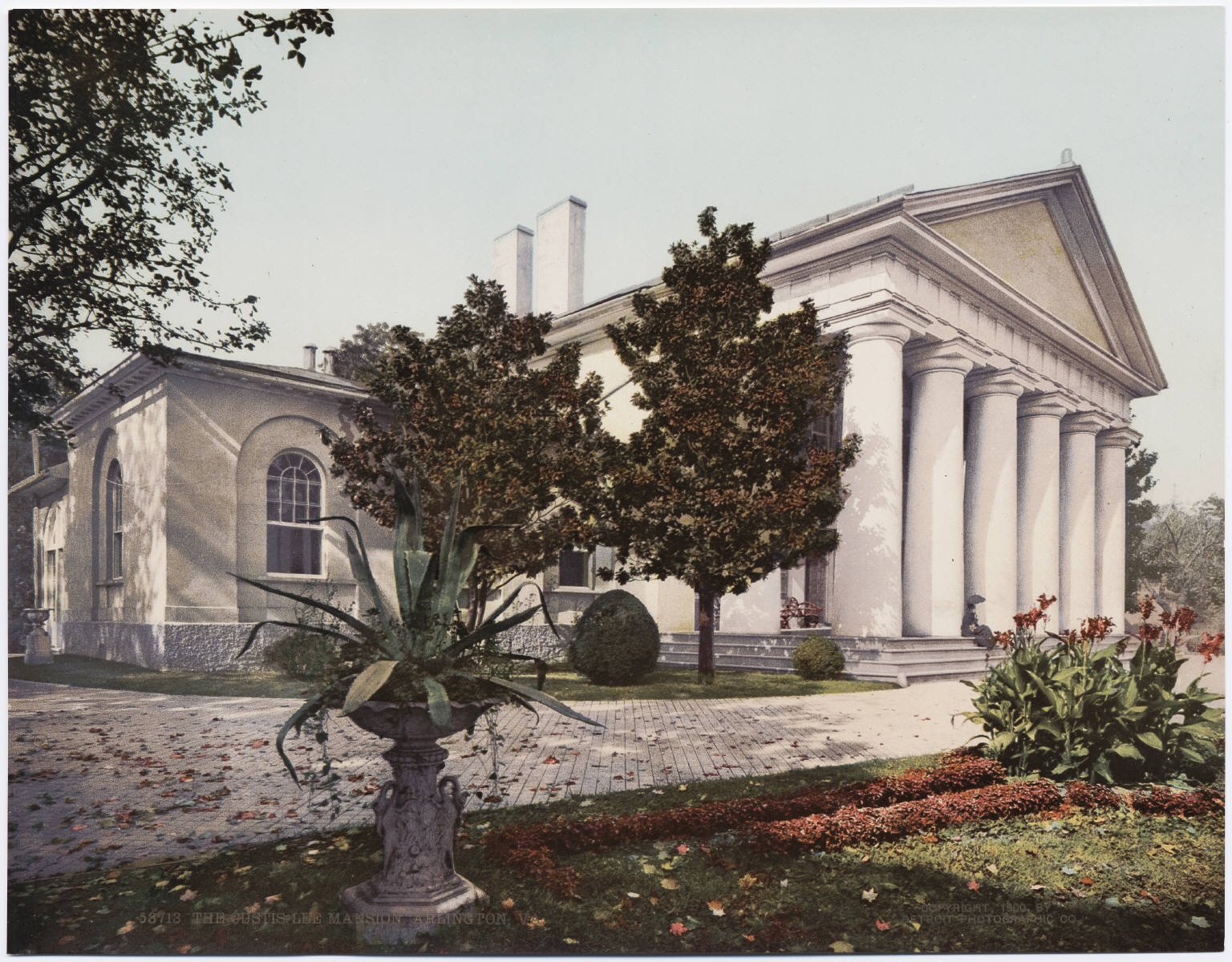
Il lato est di Arlington House, nel 1900 circa, da una cartolina fotocromatica

Nel 1920, l'Assemblea Generale della Virginia decise di cambiare il nome della Contea di Alexandria (dove si trovava inserita Arlington House) in Contea di Arlington per non confonderla con la città di Alexandria, sempre in Virginia. Il nome di Arlington venne prescelto proprio per l'importanza storica della residenza.
Il 4 marzo 1925, il 68º Congresso degli Stati Uniti pubblicò la risoluzione n. 74 con la quale venne autorizzato il restauro della residenza dei Lee nell'Arlington National Cemetery. Il dipartimento per la guerra iniziò quindi il restauro completo dell'abitazione, continuando esso a gestirne gran parte anche del parco che faceva parte dell'Arlington National Cemetery. Il dipartimento per la guerra, gestendo anche la casa, iniziò a restaurarne anche gli interni ed in particolare, su insistenza di Charles Moore, direttore della United States Commission of Fine Arts, l'abitazione venne riarredata e reinterpretata come "abitazione della prima repubblica". Questa decisione venne basata in parte sulla popolarità dello stile revival coloniale particolarmente diffuso negli anni '20 negli Stati Uniti. La casa venne quindi riportata nello stile e nel mobilio all'epoca di George Washington Custis, e pertanto non vennero accettati mobili posteriori al 1830, negando così di fatto il ruolo e la presenza di Lee ad Arlington.

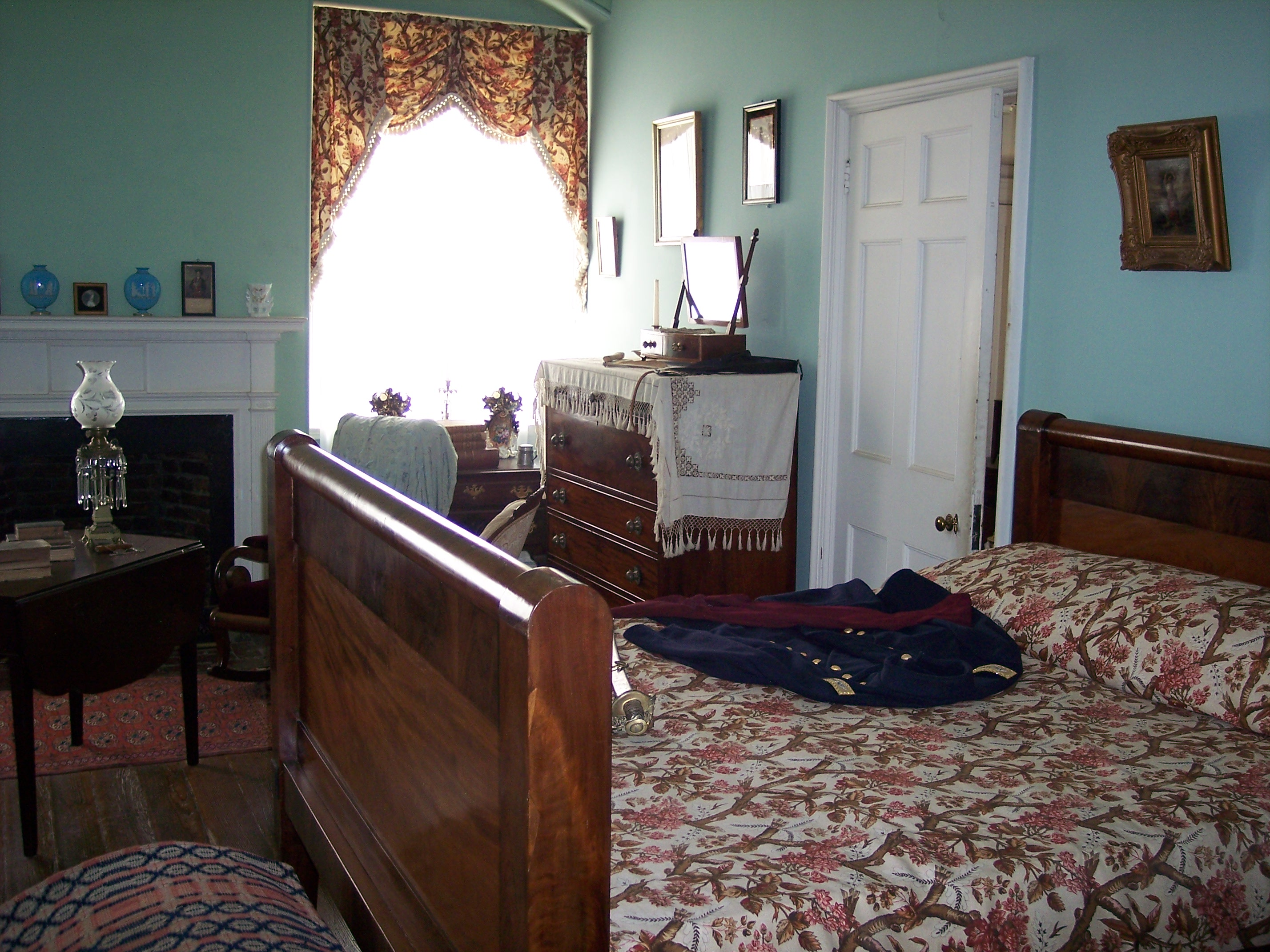
La camera di Lee e di sua moglie al secondo piano della villa, dopo i restauri. Sul letto si trova una replica di un'uniforme da colonnello di cavalleria dell'esercito statunitense del 1858.

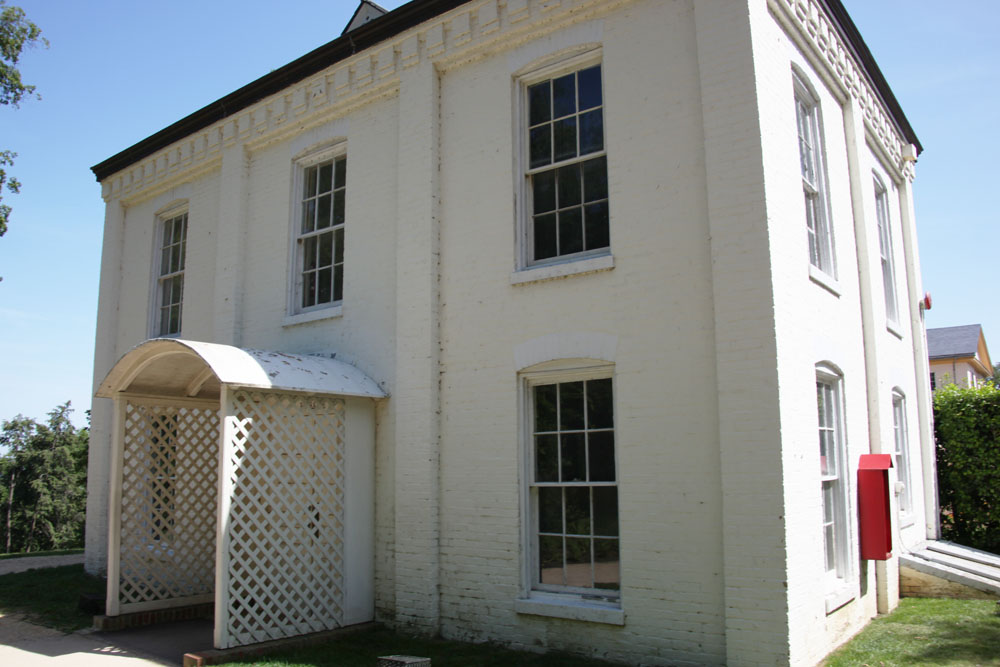
L'orangerie di Arlington House, convertita a museo

Nel 1955, l'84º Congresso degli Stati Uniti, con la legge n.84-107, rese pubblico il progetto di fare della villa un monumento permanente alla memoria della figura di Robert E. Lee. La risoluzione, diretta dal Segretario di Stato per l'Interno, ponendovi una targa a memoria futura e soprattutto assicurandosi di rivalutare il ruolo di Lee nella storia della dimora, "così da garantire la corretta interpretazione della sua storia". Gradualmente la casa venne riarredata e risistemata come doveva apparire all'epoca di Robert E. Lee.
Il National Park Service ricevette la giurisdizione sulla struttura e sui 28 acri di terreno adiacenti ad essa (distinti dal cimitero), il 10 giugno 1933.
Nel 1972, il 92º Congresso degli Stati Uniti, con la legge n.92-333, rinominò il sito come "Arlington House, The Robert E. Lee Memorial".

## La famiglia Gray
Una delle storie meno note relative ad Arlington House riguarda la famiglia Gray, la quale aiutò a preservare l'eredità di George Washington Park Custis e della famiglia Lee. Selina Norris Gray, figlia di Leonard e Sally Norris, fu una schiava di seconda generazione un tempo in servizio ad Arlington. Nel 1831, Selina sposò Thornton Gray, un compagno schiavo conosciuto proprio ad Arlington, e da lui ebbe otto figli che ad Arlington crebbero. Con lo scoppio della guerra civile americana, la famiglia Lee dovette evacuare il sito prima che le truppe unioniste occuparono la proprietà. Selina, che era la serva personale di Mrs. Lee, venne lasciata alla villa con la sua famiglia con le chiavi della casa e la responsabilità di proteggere i tesori della casa. Tra questi tesori figuravano i cimeli appartenuti alla bisnonna di Mrs. Lee, Martha Custis Washington, e del presidente George Washington.
Nel giro di qualche mese nel 1861, il generale unionista Irvin McDowell occupò la casa e Selina si accorse poco dopo che alcuni preziosi cimeli erano stati rubati durante le razzie compiuti dai soldati nell'abitazione. Quando scoprì che alcuni di questi oggetti erano scomparsi, prontamente stese una lista degli oggetti rubati che consegnò al generale McDowell e lo convinse ad occuparsi del ritrovamento di preziosi cimeli che appartenevano alla storia della nazione americana. Come prima cosa il generale fece bloccare l'attico e l'area al piano terreno per impedire ulteriori furti di oggetti nella casa, poi fece trasferire gli oggetti rimasti nell'abitazione al Patent Office di Washington, D.C per maggior salvaguardia. Selina fu l'unica a poter fornire coi suoi figli e col marito dei dettagli fondamentali per il recupero degli oggetti della famiglia Lee e a preservarli, come pure negli anni '30 del Novecento fornirono agli architetti del governo dettagli fondamentali per ricostruire gli interni della casa come erano all'epoca del suo arrivo alla magione. Nel 2014, the National Park Service ha acquisito una rara fotografia di Selina.

## Storia recente

### L'espansione dell'Arlington National Cemetery

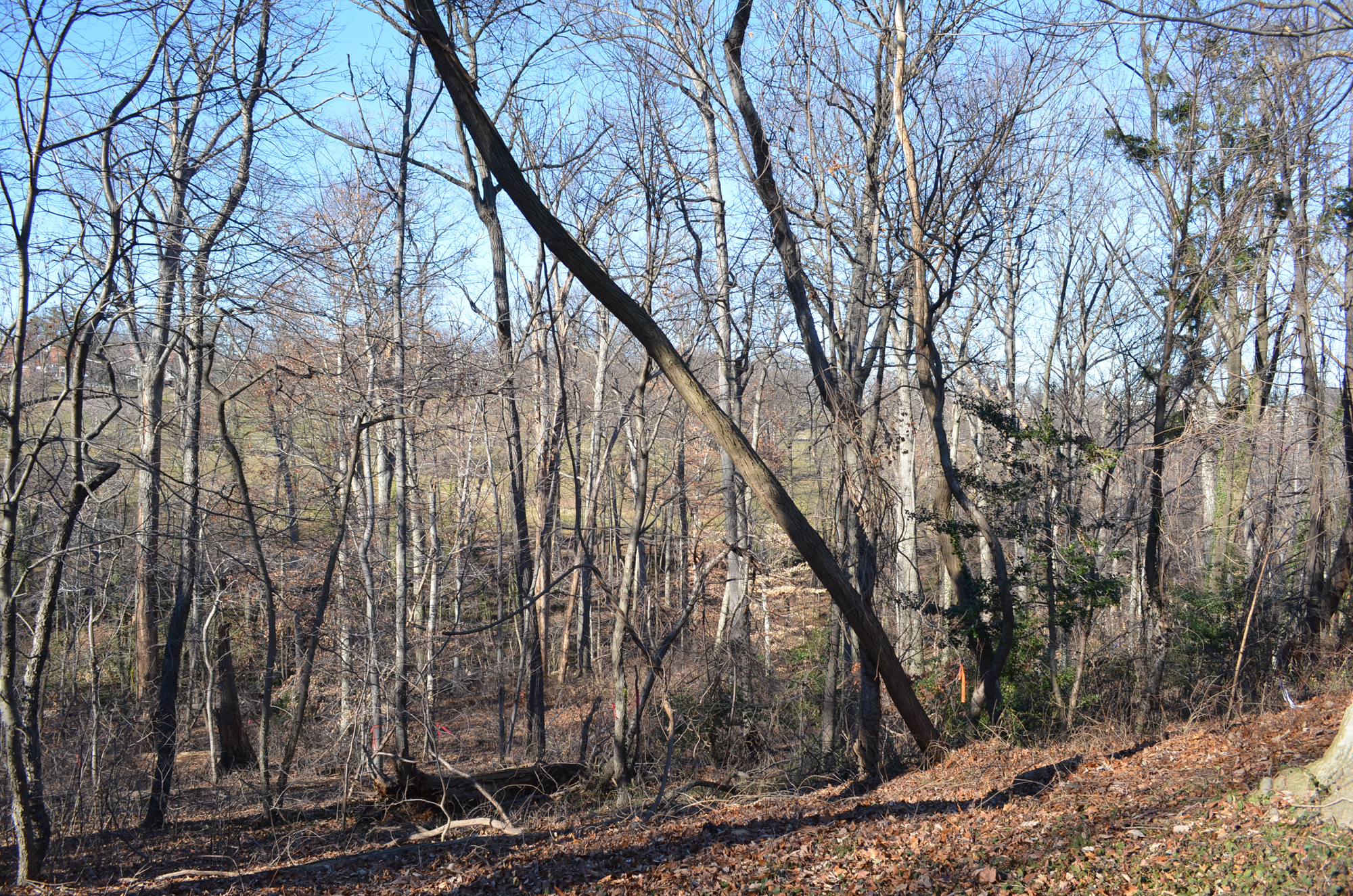
Una parte dell'Arlington Woods su Humphreys Drive (fotografia del 2013)

Nel 1995, gli ufficiali del Dipartimento dell'Interno statunitense e del dipartimento dell'esercito siglarono un accordo per trasferire dalla proprietà di Arlington House, The Robert E. Lee Memorial, direttamente all'esercito, una parte dell'Arlington Woods, corrispondente alla sez. 29 dell'Arlington National Cemetery tra Arlington House e Fort Myer. The property transfer, which involved 12 acri (4,9 ha) of NPS land, was intended to enable the Cemetery to increase its space for burials.

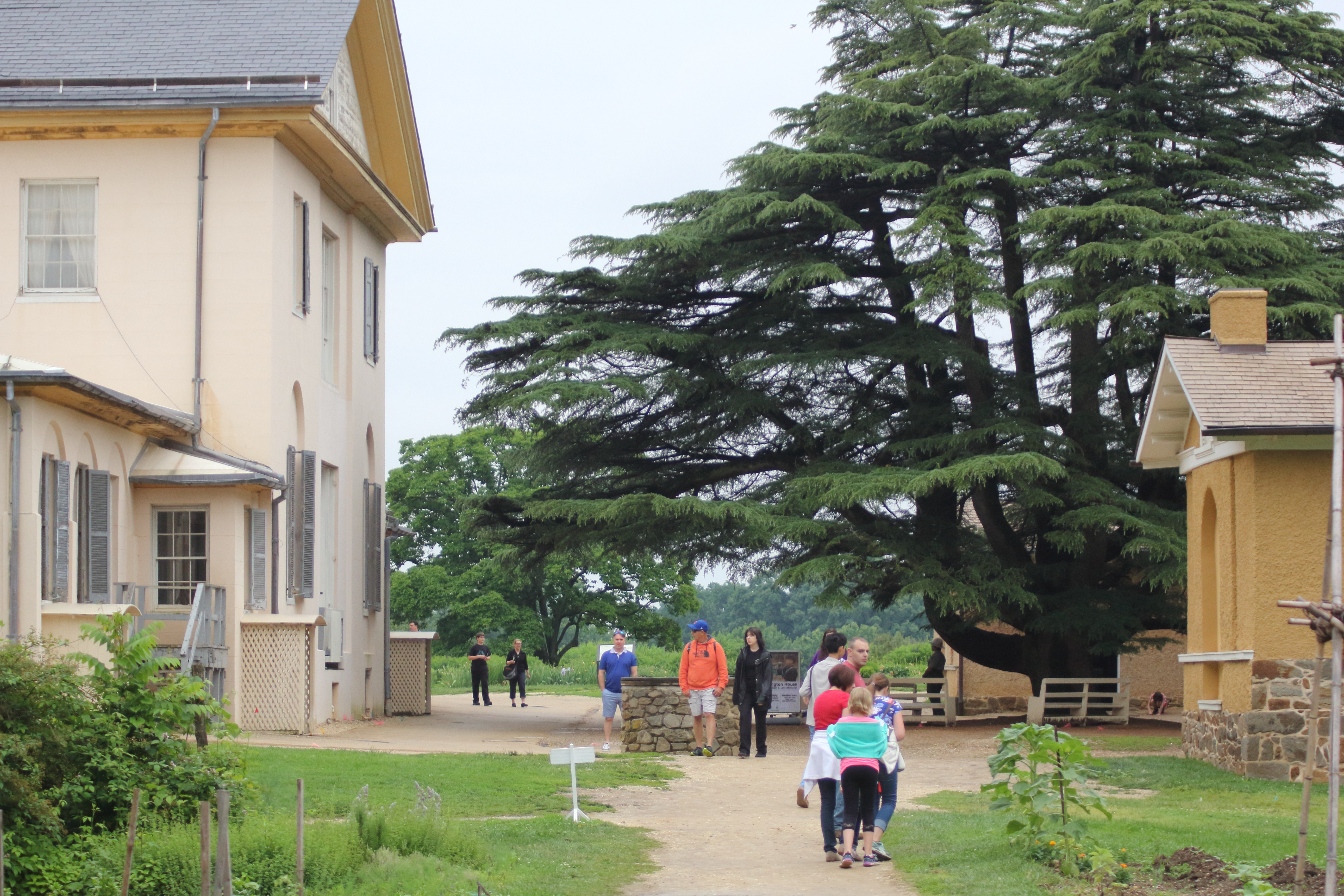
Il retro di Arlington House nel 2017

Gli ambientalisti americani espressero il loro disappunto per questa concessione in quanto il terreno individuato aveva un'ampiezza si 24 acri in tutto e costituiva una riserva importante di alberi storici nativi del luogo. Ad ogni modo, il Congresso approvò il trasferimento di proprietà nel 1996 con una legislazione apposita.
Il 5 giugno 2013, dopo aver analizzato 100 proposte pubbliche ed una bozza di progetto per l'espansione del cimitero, il corpo dei genieri dell'esercito statunitense ha stabilito che il progetto stesso non presentava delle criticità né storiche, né monumentali, né ambientali. Il progetto definitivo prevedeva la rimozione di 905 alberi, di cui 775 di essi avevano dei diametri di tronco compresi tra i 15 ed i 105 cm ed erano in perfetta salute. Il progetto avrebbe rimosso 211 alberi in un'area di 1 ettaro circa comprendente una porzione della foresta antica di 145 anni parte della proprietà e già tutelata nelle disposizioni del 1966. Alla fine vennero rimossi in tutto 491 alberi di circa 105 anni di età. Malgrado le critiche pubbliche ricevute dal progetto, esso è proseguito negli anni.

### Studi, danni e restauri

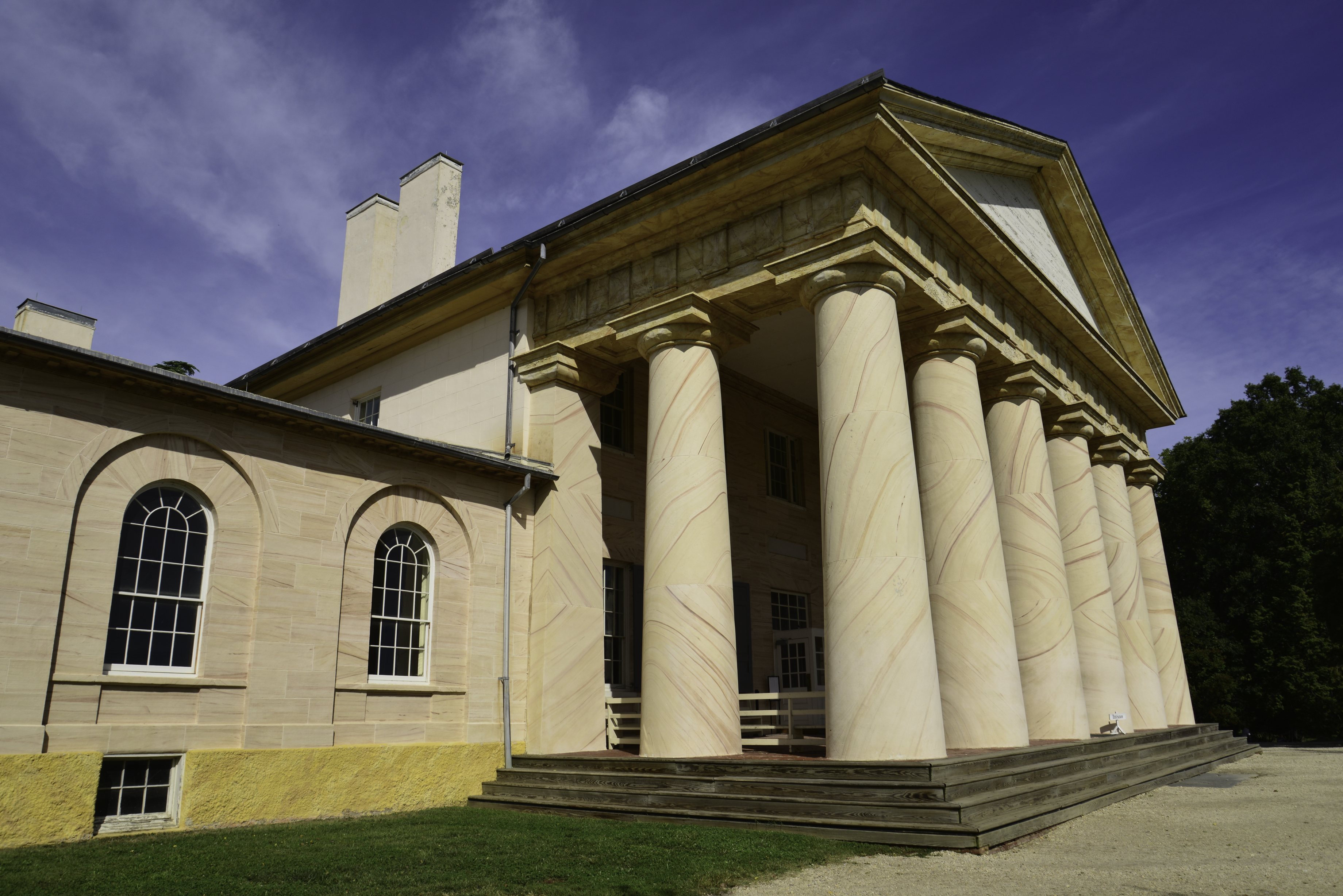
Lato est di Arlington House nel 2012

Dal 2003 al 2007, il National Park Service condusse degli scavi archeologici su due strutture che erano utilizzate un tempo come aree di residenza degli schiavi ad Arlington House. Nel 2009, il Park Service pubblicò il rapporto degli scavi effettuati e lanciò la proposta di restaurare queste parti del complesso della villa.

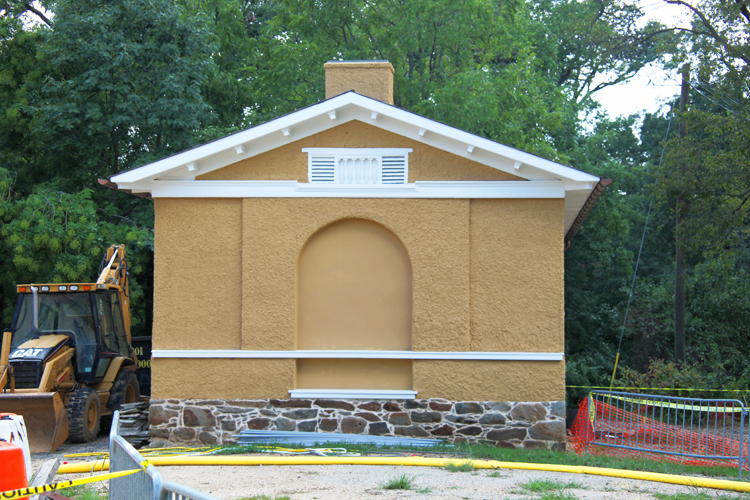
La facciata est delle residenze degli schiavi della villa a nord durante i lavori di restauro nel 2011.

Dal 2007 al 2013, Arlington House venne quindi completamente restaurata, per la prima volta dagli ultimi lavori del 1925. Durante il periodo, il National Park Services mise in mostra il mobilio della casa al Friendship Hill National Historic Site presso Point Marion (Pennsylvania).
Arlington House subì notevoli danni dal terremoto della Virginia del 2011 che richiese la chiusura delle aree al piano superiore per ulteriori restauri e sondaggi statici. Il 17 luglio 2014, il filantropo David Rubenstein donò 12.500.000 dollari al National Park Foundation (branca del National Park Service che si preoccupa di gestire le donazioni provenienti da privati) per riabilitare Arlington House, i suoi esterni ed il giardino. Un progetto di 30 mesi rimise in sesto la villa, le costruzioni attorno ed i giardini, così come dovevano apparire nel 1860. Il progetto inoltre riparò i danni causati dal terremoto, aggiunse una nuova illuminazione interna ed un sistema di controllo climatico.

## Repliche

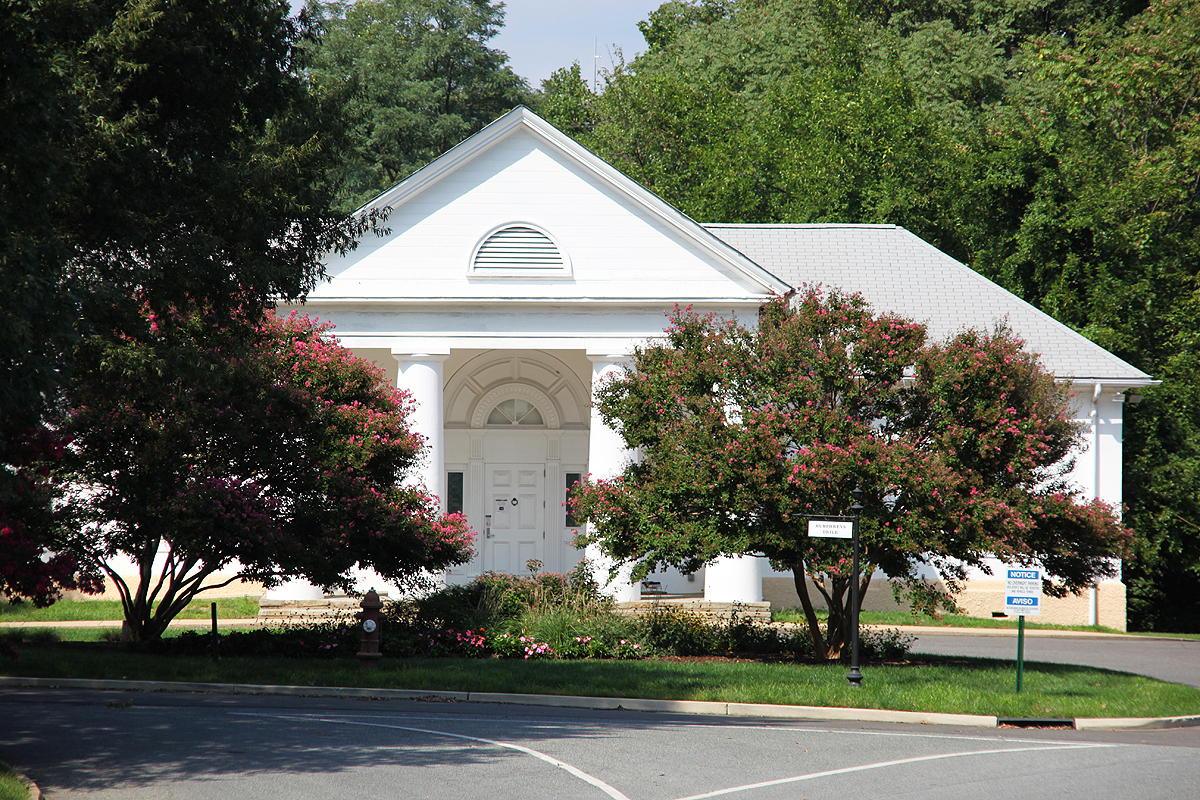
L'Old Administration Building, Arlington National Cemetery (fotografia del 2011)

Nel 1919 venne costruita una replica della villa per la Lanier University di Atlanta, disegnata dall'architetto A. Ten Eyck Brown. Attualmente essa si trova al n.1140 di University Drive NE, ed ospita la Ben H. Zimmerman Religious School e la Canterbury School. Arlington Hall è stata ricostruita in scala anche nel 1939 all'interno del "Robert E. Lee Park" di Dallas (Texas).
La facciata dell'Old Administration Building dell'Arlington National Cemetery riprende chiaramente quella di Arlington House. La struttura si trova a soli 150 metri ad ovest di Arlington House.